# Pompe à membrane
 (octobre 2018).
Si vous disposez d'ouvrages ou d'articles de référence ou si vous connaissez des sites web de qualité traitant du thème abordé ici, merci de compléter l'article en donnant les références utiles à sa vérifiabilité et en les liant à la section « Notes et références ».
Pour les articles homonymes, voir Pompe (homonymie).
Les pompes à membrane fonctionnent avec, comme leur nom l'indique, une membrane qui oscille. L'oscillation de la membrane peut être créée par un excentrique mû par un moteur, un piston, un moteur linéaire, une vibration électromagnétique ou actionnée par de l'air comprimé. Elles sont utilisées pour le transfert, le dosage ou le mélange de fluides. Elles permettent le pompage de l'air, de l’eau, du sang, des gels, des boues, des pâtes, des colles, des suspensions et des émulsions. Elles sont adaptées au transfert des produits visqueux, abrasifs ou corrosifs et acceptent également des liquides contenant des particules.

## Fonctionnement

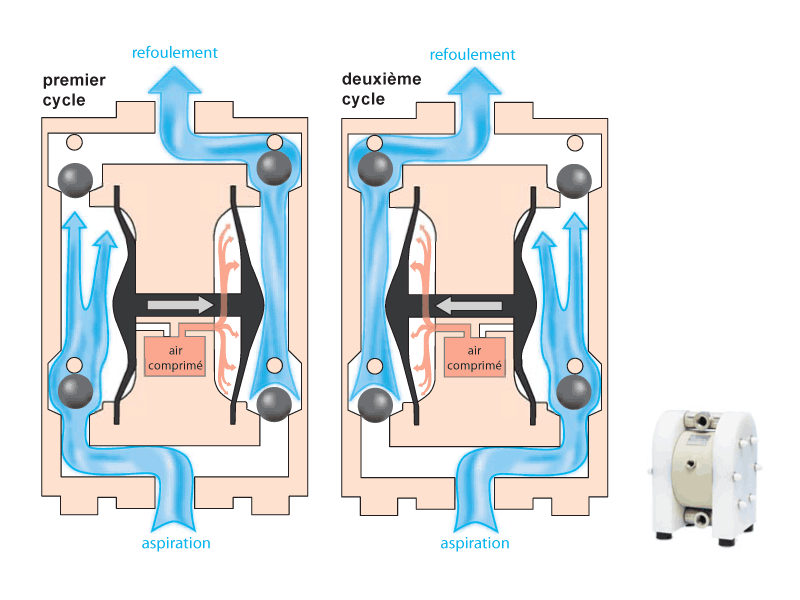
Fonctionnement d'une pompe pneumatique à membrane

Le mouvement de la membrane, accompagné de clapets ou billes d'entrée et de sortie, permet le plus souvent de réunir la fonctionnalité, pour tous les fluides, de pompages difficiles et précis.
La technologie de la simple ou double membranes, permet de réaliser des pompes capables de rester dans des dimensions extrêmement réduites (micro pompes) et d'être placées dans toutes les positions. D'autre part, elle ne transforme en rien la nature des liquides transportés.
De plus, cette technologie est auto-amorçante et permet de fonctionner, soit en charge, en aspiration ou en immersion. La vitesse est réglable en continu (pression, débit). La pompe s'adapte à la charge, supporte les surcharges jusqu'à l'arrêt sans dommage, accepte un nombre illimité de démarrages, de changements de vitesse et d'inversions sans fatigue ni échauffement.

## Matériaux
Les pompes pneumatiques à membrane polyéthylène à Haute Densité (PE HD) ou polytétrafluoroéthylène (PTFE) sont conçues pour transférer toutes sortes de liquides qu’ils soient visqueux, corrosifs, ou contenant des particules solides.
Le PE HD a une résistance à l’abrasion qui est 6 à 7 fois supérieure à celle du polypropylène (PP). Les pompes pneumatiques à membrane PE HD sont donc adaptées au transfert de fluides abrasifs. Le PE est également résistant à la plupart des fluides agressifs tel que les acides concentrés et alcalins. La température du fluide ne doit cependant pas dépasser 70 °C.
La résistance chimique du PTFE est supérieure à celle du PE HD. Les pompes pneumatiques à membrane PTFE sont adaptées au transfert des acides les plus corrosifs tel que l’acide nitrique concentré. La température maximale du fluide est elle aussi plus importante : 100 °C.
Pour le transfert de liquides au potentiel hydrogène (pH) neutre, chargés de particules solides ou abrasives et les fluides à haute température, on utilise plutôt les pompes pneumatiques à membrane en aluminium ou en fonte.
Lorsqu'il est nécessaire de combiner les résistances mécanique et chimiques, on utilise l'acier inoxydable inox 316 capable de transférer de l'acide nitrique ou une base forte comme l'hydroxyde de sodium.

## Types
Chaque type de pompe pneumatique à membrane est adapté à une utilisation spécifique.
- Pompe vide fût
- Pompe antidéflagrante ATEX : pour le pompage des fluides explosifs, alcools, solvants. Pompe TX conforme à la directive ATEX 94/9/CE. Les matériaux conducteurs PE PTFE assurent qu'aucune charge électrostatique n'est accumulée dans la pompe.
- Pompe double manifold : double entrée pour le mélange de deux produits différents
- Pompe pour filtre-presse
- Pompe à double enveloppe : un fluide caloporteur circule dans la double enveloppe pour le maintien en température du fluide pompé
- Pompe à poudre
- Pompe alimentaire
- Pompe à clapets boule
- Pompe à clapets plats

## Applications
Les applications touchent donc les secteurs du médical, de l'alimentaire, de la chimie et pétrochimie, de la marine, de l'analyse, de l'aquariophilie, du traitement des eaux, du transport de liquides en petite quantité, etc.
Exemples de produits pompés : solvants, eaux chargées, pâte à crêpes, résines, colles, peintures, crèmes cosmétiques, acides, gasoil...

### Industrie chimique
Les pompes pneumatiques à membrane permettent le transfert d'acides, d'alcalis, d'alcool, 
de solvants et de produits sensibles au cisaillement tels que le latex, les émulsions et les déchets chimiques.

### Traitement de surface
Les pompes pneumatiques à membrane assurent le transport des produits chimiques des réservoirs de stockage jusqu'aux bains. Elles permettent également le dosage et le mélange des produits pour le décapage, la galvanisation ou le dégraissage et assurent également l'évacuation des déchets produits. 

### Traitement de l'eau
Les pompes pneumatiques à membrane sont utilisées pour le pompage d'échantillons, le dosage des acides et des alcalis dans l'équilibrage du Potentiel hydrogène (PH), le transfert des floculants, des suspensions, des réactifs chimiques et des boues.

### Pâtes et papiers
Les pompes pneumatiques à membrane assurent le transport des colles, du silicate de sodium, des teintures, de l'oxyde de titane, des produits de blanchiment, des échantillons et des eaux usées de manutention.

### Industries alimentaire et cosmétique
Les pompes pneumatiques à membrane permettent le transfert de produits alimentaires comme la soupe, la crème, le sirop, le lait, le yaourt, le chocolat, la pâte, les crèmes, la colle, les parfums, le dentifrice, etc.

### Industrie mécanique
Les pompes pneumatiques à membrane assurent la manipulation d'huile, de graisse, de lubrifiants, liquides de refroidissement, des produits de lavage et de nettoyage, des solvants et 
des déchets.

### Peinture et imprimerie
Les pompes pneumatiques à membrane permettent le transfert de l'eau, des peintures, des encres, 
des vernis, des colles, des adhésifs et des solvants.

### Industries pharmaceutique et biotechnologique
Des pompes pneumatiques à membrane hygiéniques avec des matériaux inertes testés cliniquement.

## Fabricants
- Algi Equipements
- ARO (Ingersoll Rand)
- Argal Pumps
- DEPA
- Graco
- KNF
- Pompes AB Fluidmac
- Quattroflow PSG Dover
- Samoa
- Sames Kremlin
- Sandpiper
- Tapflo
- Verder
- Wilden
- Yamada